# Orsidis acutipennis
Orsidis acutipennis är en skalbaggsart som först beskrevs av Stefan von Breuning 1938.  Orsidis acutipennis ingår i släktet Orsidis och familjen långhorningar.
Artens utbredningsområde är Sarawak. Inga underarter finns listade i Catalogue of Life.